# Bruce Berndt
Bruce Carl Berndt (* 13. März 1939 in St. Joseph, Missouri) ist ein US-amerikanischer Mathematiker, der sich mit Analysis und Zahlentheorie beschäftigt und bekannt ist als Herausgeber der Notizbücher von Srinivasa Ramanujan.
Berndt studierte am Albion College (Bachelor 1961) und wurde 1966 an der University of Wisconsin–Madison bei J. Roderick Smart promoviert (Identities involving the coefficients of Dirichletseries). 1966/67 war er an der Universität Glasgow. Danach war er an der University of Illinois in Urbana/Champaign, wo er 1967 Assistance Professor wurde und ab 2006 „Michio Suzuki Distinguished Research Professor of Mathematics“ ist. 1973/74 war er am Institute for Advanced Study.
Über 20 Jahre widmete sich Berndt ab 1977 der Herausgabe von Ramanujans Notizbüchern (5 Bände). Ramanujan gab für seine Entdeckungen keine Beweise, die deshalb von Berndt und Mitarbeitern (wie George Andrews, Richard Askey) nachgeliefert bzw. in der Literatur gesucht wurden. Insgesamt sind in den Notizbüchern rund 3000 bis 4000 „Behauptungen“ ohne Beweis. Bei seiner Arbeit konnte er auch auf die Notizen von G. N. Watson und B. M. Wilson in England zurückgreifen, der schon in den 1930er Jahren ein Projekt begonnen hatte, die Notizbücher herauszugeben.
Berndt ist auch einer der Herausgeber des Ramanujan Journal. 1995 gab er auch Ramanujans Briefe (mit Robert Alexander Rankin) heraus.
1996 erhielt er den Leroy P. Steele Prize für seine Herausgabe von Ramanujans Notizbüchern. Er ist Fellow der American Mathematical Society.

## Schriften
- mit Robert A. Rankin: Ramanujan: Letters and Commentary. History of Mathematics, Bd. 9, American Mathematical Society, 1995, ISBN 0-8218-0287-9.
- mit Rankin: Ramanujan: Essays and Surveys. History of Mathematics, Bd. 22, American Mathematical Society, 2001, ISBN 0-8218-2624-7.
- mit L. Jacobsen, R. Lamphere, George Andrews (Hrsg.): The Continued Fractions Found in the Unorganized Portions of Ramanujan's Notebooks. Memoirs of the American Mathematical Society, 1993, ISBN 0-8218-2538-0).
- Ramanujan's Notebooks, Part I. Springer, 1985, ISBN 0-387-96110-0.
- Ramanujan's Notebooks, Part II. Springer, 1999, ISBN 0-387-96794-X.
- Ramanujan's Notebooks, Part III. Springer, 2004, ISBN 0-387-97503-9.
- Ramanujan's Notebooks, Part IV. Springer, 1993, ISBN 0-387-94109-6.
- Ramanujan's Notebooks, Part V. Springer, 2005, ISBN 0-387-94941-0.
- mit George Andrews: Ramanujan's Lost Notebook, Part I. Springer, 2005, ISBN 038725529X.
- mit Andrews: Ramanujan's Lost Notebook, Part II. Springer, 2008, ISBN 9780387777658.
- Number Theory in the Spirit of Ramanujan. American Mathematical Society, 2006, ISBN 0-8218-4178-5.
- mit Ken Ono (Herausgeber): Number Theory and Modular Forms: Papers in Memory of Robert A. Rankin (Developments in Mathematics). Springer, 2003, ISBN 1-4020-7615-0.